# 一匠 (人物)
一匠（いっしょう、本名：星野 一馬、1980年 - ）は、大阪府出身の飲食店経営者、唐辛子研究家、料理人である。株式会社スタープラチナム代表取締役。

## 経歴
1980年大阪市に生まれる。
1996年から和食の修行を始める。その後寿司店や和食店で修行を続ける。
2008年頃から中華業界に入り唐辛子と出会い、その味と魅力に魅了され世界各地の唐辛子研究を始める。
2014年に独立し、割烹店や居酒屋等を経営する傍ら自身の唐辛子研究を活かした専門のラーメン店を開業。
2019年、マツコの知らない世界に出演する際に唐辛子研究家として、日本各地の唐辛子農家を訪ねては取材を重ね、町おこしや唐辛子の専門店のプロデュースや商品開発を行なっている。

## 経営店舗
- 拉麺一匠 DEAD OR ALIVE（ラーメン）
- 一匠(割烹・小料理)
- 串かつバル ここやで。(串揚げ・串カツ)※閉店

## テレビ
- NTV「有吉ゼミ」(2018年8月21日)
- TBS「マツコの知らない世界」(2019年7月9日)
- NHK BSプレミアム「NIPPON鉄道の旅」(2021年5月20日)

## イベント出店
- 激辛グルメ祭り　(2018年・2019年・2020年出店、2021年出店予定)

## テレビ朝日特別商品
- おうちで激辛グルメ祭り　一味唐辛子　「匠」「頂」「閃」

https://www.gekikara-gourmet.com/

## 雑誌
- ラーメンぴあ神奈川版(ぴあ)
- ラーメンぴあ首都圏版(ぴあ)
- 週間SPA!(扶桑社)
- 相模原本(エイ出版社編集部)